# Stay Grounded
Stay Grounded («queda't a terra») és una xarxa mundial formada per més de 160 organitzacions que promou alternatives a l'aviació per a fer front al canvi climàtic. Fundada el 2016, el seu treball consisteix en el foment de la mobilitat sostenible i en campanyes contra decisions desenvolupistes controvertides. La xarxa està formada per plataformes d'oposició aeroportuàries locals, entitats, activistes per la justícia climàtica, ONG, sindicats i acadèmics, entre d'altres.
El propòsit de Stay Grounded neix vinculat a campanyes per a reduir l'expansió de l'aviació per mitjà de l'ampliació i construcció de nous aeroports, així com per a donar suport a iniciatives ciutadanes que promoguin alternatives a volar, com els trens nocturns i els vaixells. Els membres de la xarxa fan campanya contra la compensació d'emissions, la geoenginyeria i els biocombustibles.

## Història
L'octubre de 2016, l'Organització de l'Aviació Civil Internacional (OACI) va celebrar una conferència per a tractar la resposta de la indústria aeronàutica al canvi climàtic. La seva proposta consistí en un major creixement de l'aviació, combinat amb compensacions que pretenien fomentar els passatgers de les línies aèries a la vegada que reduir les emissions d'altres sectors com a contribució a la reducció de les emissions mundials. Els activistes pel clima van veure aquesta maniobra com una estratègia de rentat d'imatge verd. Mentre es realitzà la conferència, un grup d'organitzacions opositores van coordinar unes jornades d'acció global amb el nom de «Stay Grounded. Aviation Growth Cancelled Due to Climate Change» a diversos indrets com Àustria, Mèxic, el Regne Unit, Canadà, Turquia, França i Austràlia. A més, 50 organitzacions com Attac, Amics de la Terra internacional, Global Justice Now, Greenpeace o Indigenous Environmental Network, van signar una petició unitària contra els projectes d'expansió aeroportuària i contra la proposta de l'OACI de compensar les emissions de la indústria aeronàutica.
Magdalena Heuwieser, una activista per la justícia climàtica que viu a Alemanya, i Mira Kapfinger, una activista austríaca per la justícia climàtica, són fundadores de Stay Grounded.
Entre els moments més significatius de la lluita de Stay Grounded, hi ha la protesta de novembre de 2019 a l'Aeroport de Berlín-Tegel, en què diversos manifestants van provocar embussos de trànsit i retards a les companyies aèries. Els activistes anaven vestits amb disfresses de pingüí i portaven signes que instaven la gent a pensar en formes alternatives de transport en lloc de volar.
Arran de la pandèmia de COVID-19 i les consegüents mesures governamentals de recuperació econòmica, la xarxa Stay Grounded va respondre llançant una petició amb l'etiqueta #SavePeopleNotPlanes en la qual reclamà que la indústria de l'aviació no fos rescatada durant ni després de la pandèmia.